# Gaël Clichy
Gaël Clichy (* 26. Juli 1985 in Toulouse) ist ein französischer ehemaliger Fußballspieler.

## Karriere

### Vereine
Der linke Außenverteidiger wechselte 2003 von der AS Cannes zum FC Arsenal und kam dort im Oktober des gleichen Jahres in einem Ligapokalspiel gegen Rotherham United zu seinem Debüt. Im weiteren Verlauf der Saison absolvierte er für seinen neuen Verein 22 Begegnungen, darunter auch eine Champions-League-Partie gegen den spanischen Klub Celta Vigo. Gleichsam anhaltende Verletzungsprobleme sowie auch die Konkurrenz in der Person von Ashley Cole sorgten in der Folgezeit noch dafür, dass der vollständige Durchbruch des U-21-Nationalspielers zunächst auf sich warten ließ. Als sich Cole einen Fuß gebrochen hatte, spielte sich Clichy mehr in den Vordergrund. Jedoch zog er sich ebenfalls einen Fußbruch zu und fiel für längere Zeit aus. Im April 2006 kehrte er in die erste Mannschaft zurück und wurde beim Halbfinal-Rückspiel der Champions League gegen den FC Villarreal eingewechselt. Nach Coles Wechsel zum FC Chelsea vor Beginn der Saison 2006/07 bekam Clichy von Trainer Arsène Wenger einen Stammplatz.
In der Sommerpause 2011 unterschrieb Clichy einen Vierjahresvertrag beim Premier-League-Konkurrenten Manchester City, wo er bis 2017 blieb.
Im Juli 2017 wechselte er zu Istanbul Başakşehir und erhielt einen Vertrag bis 2020. Der Vertrag in Istanbul wurde nicht erneuert und so heuerte Clichy am 2. Dezember 2020 beim Schweizer Erstligisten Servette FC an. Dies auch aus dem Grund, dass sich seine Familie nach Ende des Kontakts bei Başakşehir in Genf niedergelassen hatte.

### Nationalmannschaft
Sein erstes A-Länderspiel für Frankreich bestritt er im September 2008 beim WM-Qualifikationsspiel gegen Serbien.

## Erfolge
- Englischer Meister: 2004, 2012, 2014
- FA Cup: 2005
- League-Cup-Sieger: 2014, 2016
- Charity-Shield-Sieger: 2004, 2012
- Türkischer Meister: 2020